# ラルフ・バクシ

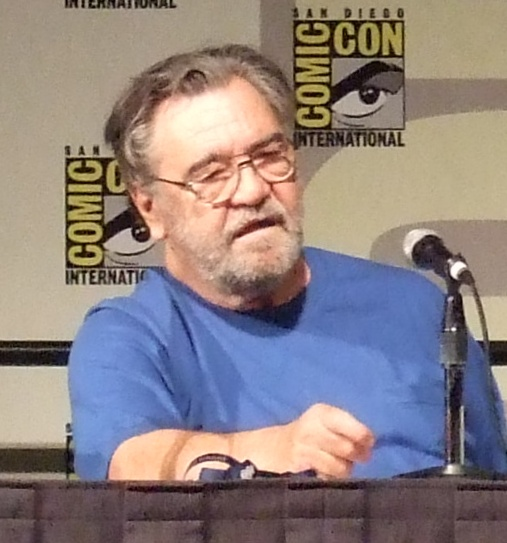
ラルフ・バクシ (2008)

ラルフ・バクシ（Ralph Bakshi、1938年10月29日 - ）はパレスチナ出身のアメリカのアニメーション作家。『フリッツ・ザ・キャット』『ウィザーズ (Wizards (film)) 』『指輪物語』などの長編アニメーション作品を手がけた。

## 経歴
1938年、パレスチナのハイファに生まれる。翌年、家族でアメリカに渡り、ニューヨークのブルックリンで育つ。インダストリアルアーツ高校 (High School of Art and Design) ではベスト漫画家賞を受賞する。高校を卒業後の1956年、CBSのテリートゥーン (Terrytoons) に入社、『マイティ・マウス』などのテレビアニメシリーズを手がけ26歳でスタジオ・ディレクターとなる。
1967年5月にパラマウントのアニメーション部門に入るも、12月に閉鎖となる。その後独立しプロダクションを設立。パラマウントのテレビ向け動画のプロデューサーをしていたスティーブ・クランツ (Steve Krantz) がロバート・クラムの1969年に出版されたコミックス『フリッツ・ザ・キャット』の映画化を企図し、バクシが監督した『フリッツ・ザ・キャット』（1972年）は初めて成人指定されたアニメーションとして話題となった。その後、1973年に"Heavy Traffic"、1975年に"Coonskin"を公開。しかし"Coonskin"は黒人団体から抗議をうけ2日で上映中止となったことから、興業的に安心できる題材としてファンタジーを選択、1977年に"Wizards"を公開する。
1978年にはJ・R・R・トールキンの原作を映画化した『指輪物語』を公開、制作にあたっては実際の俳優が演じたアクションを撮影したのちにそれを元にアニメーション化するロトスコープという手法が全編において用いられた。
1981年には『アメリカン・ポップ』、1982年にはフランク・フラゼッタの原画を元にした『ファイヤー&アイス』を公開。

## 作品
作者／監督:
- 『スパイダーマン』（1967年〜1970年）
- 『フリッツ・ザ・キャット (Fritz the Cat (film)) 』（1972年）
- 『ヘヴィー・トラフィック (Heavy Traffic) 』（1973年）（日本未発売）
- 『ストリートファイト（クーンスキン） (Coonskin (film)) 』（1975年）
- 『ウィザーズ (Wizards (film)) 』（1977年）
- 『ヘイ・グッド・ルッキン (Hey Good Lookin' (film)) 』（1982年）（日本未発売）
- 『新マイティマウス (Mighty Mouse: The New Adventures) 』（TV シリーズ）（1987年から1988年、日本では2001年9月〜12月に放送）
- 『クリスマス・イン・タッタータウン (Tattertown) 』（TV スペシャル）（1988年）（日本未発売）
- 『ジス・エイント・ビバップ』（実写TVショート映画）（1989年）（日本未発売）
- 『クレイジー・ウェディング (Cool and the Crazy) 』（実写TV映画） (1994年)
- 『ベーブ、ヒー・コールズ・ミー (What a Cartoon!) 』（1997年）（日本未発売）
- 『マルコムとメルヴィン (What a Cartoon!) 』（1997年）（日本未発売）
- 『ラスト・デイズ・オブ・コニーアイランド (Last Days of Coney Island) 』 (2015年)

監督:
- 『指輪物語』（1978年、1979年日本公開）
- 『アメリカン・ポップ』（1981年）
- 『ファイヤー&アイス (Fire and Ice (1983 film)) 』（1983年）
- 『ドクター・スース (Dr. Seuss)  - ザ・バッター・バトル・ブック (The Butter Battle Book) 』（TV スペシャル）（1989年）（日本未発売）
- 『クールワールド』（1992年）
- 『スパイシー・シティ (Spicy City) 』（TVシリーズ）（1997年）（日本未発売）

キャスト:
- 『フリッツ・ザ・キャット』（1972年） - 追加の声
- 『ヘヴィー・トラフィック』（1973年） - 追加の声
- 『ストリートファイト』（1975年） - 追加の声
- 『ウィザーズ』（1977年） - 追加の声
- 『スパイシー・シティ (Spicy City) 』エピソード「Mano's Hands」 - スティーヴィーの声
- 『スパイシー・シティ』エピソード「Love Is a Download」 - コネリーとゴールドブラムの声たち
- 『レン&スティンピー Adult Party Cartoon』 エピソード「Fire Dogs 2」 - 消防士の声
- 『Ralph Bakshi: The Wizard of Animation』 - 本人
- 『フラゼッタ ペインティング・ウィス・ファイヤー』（2003年） - 本人

その他の乗組員:
- 『わんわん保安官』（TV シリーズ）（1962年から1962年） - 作画
- 『エイトマン』（TV シリーズ）（1965年から1966年） - OP作画（アメリカ版）
- 『キャノンボール2』（1984年） - アニメーションシーン監督
- 『バニラ・スカイ』（2001年） - アートワークプロバイダー